# Atomenergoprom
Atomenergoprom, Russisch: Атомэнергопром, is een staatsholding voor de hele Russische kernenergiesector. Op 19 januari 2007 werd hiervoor een overeenkomst ondertekend door president Vladimir Poetin. De holding is het resultaat van een 2-jaar lange herstructurering van de sector kernenergie door het Federaal Agentschap voor Kernenergie.
De holding moest een verticaal geïntegreerd bedrijf worden dat alle logistieke schakels van het energieproductieproces omvatte, van het delven van uranium, het verrijken ervan en de productie en verwerking van kernbrandstof tot het ontwerpen en bouwen van kerncentrales.
De volgende ondernemingen zijn een onderdeel van Atomenergoprom:
- Rosenergoatom voor de productie van kernenergie
- TVEL voor de productie en distributie van kernbrandstof
- Techsnabeksport voor de verkoop van uranium
- AtomEnergoMasj, waaronder OMZ met Oeralmasj en Zio-Podolsk voor de bouw van zware machines
- Atomstrojeksport voor de bouw van kerncentrales
- nog 55 andere bedrijven.

## Websites
- officiële website
- (ru)  Ria Novosti. Татьяна Синицына, обозреватель РИА Новости, 10 mei 2007. Gearchiveerd op 9 juni 2008
- World Nuclear News. Putin signs AtomEnergoProm decree, 30 april 2007. gearchiveerd, Gearchiveerd op 30 september 2007